# Timoteo Paez
Timoteo Paez (Manilla, 22 augustus 1861 - aldaar, 18 september 1939) was een Filipijns onafhankelijkheidsstrijder. Paez was medeoprichter van La Liga Filipina en een goede vriend van de Filipijnse nationale held Jose Rizal.  

## Biografie
Timoteo Paez werd geboren op 22 augustus 1861 in Tondo in de Filipijnse hoofdstad Manilla. Hij was de enige zoon van Francisco Paez en Laureana Cristobal. Hij werd in zijn tienerjaren wees en zag zich hierdoor gedwongen om allerlei baantjes als boodschappenjongen en kantoorklerk geld te verdienen om zijn studie te voltooien. Paez rondde uiteindelijk in de avonduren een studie accountancy aan de Escuela Nautica af. 
Paez was een van de leden van La Liga Filipina van Jose Rizal. Deze ondergrondse beweging streefde naar hervormingen van het Spaanse koloniale bewind. De beweging bestond niet lang, omdat Jose Rizal al enkele dagen na de oprichting werd gearresteerd door de Spanjaarden en verbannen naar Dapitan in het zuiden van de Filipijnen. Paez zorgde in deze periode voor de financiering van de activiteiten van Graciano López Jaena en Marcelo H. del Pilar in Spanje. Tevens financierde hij de publicatie van True Decalogue van Andrés Bonifacio en zorgde hij voor de distributie van het gedachtegoed van Jose Rizal.
Toen de ondergrondse revolutionaire beweging Katipunan op 19 augustus 1896 werd ontdekt, werd ook Paez door de Spanjaaren gearresteerd. Hij zat negen maanden gevangen, tot hij door een generaal pardon van gouverneur-generaal Fernando Primo de Rivera vrijkwam op voorwaarde dat hij in ballingschap ging in Hongkong. Na zijn terugkeer in de Filipijnen in september 1898 sloot hij zich aan bij Emilio Aguinaldo, waar hij werd toegevoegd aan diens staf in Tarlac met de rang van luitenant-kolonel. Ook was hij afgevaardigde van de provincie Surigao in het Malolos Congress, het parlement van de revolutionaire regering.
Na de uitbraak van de  Filipijns-Amerikaanse Oorlog op 4 februari 1899 werd Paez in eerste instantie als commandant aangesteld van een gevechtseenheid in het veld. Toen Aguinaldo in april 1899 zijn troepen liet verspreiden werd hij toegevoegd aan de diens entourage op het hoofdkwartier. Na de Slag om de Pas van Tirad in december 1899 werd besloten dat de vrouwen en het deel van de mannen zich onder leiding van Paez en kolonel Sityar zouden overgeven aan de Amerikanen. Hierop werden zij als krijgsgevangen naar Manilla gebracht in afwachting van het definitieve eind van de oorlog.
In 1901 werd Paez de positie van president van de gemeenteraad van de stad Manilla aangeboden door de Amerikaanse koloniale overheid. Hij weigerde echter en stelde in zijn plaats Arsenio Cruz Herrera voor, die daarop uiteindelijk werd benoemd tot eerste burgemeester van Manilla onder Amerikaanse bewind. Paez was in deze periode lid van de gemeenteraad van Manilla.
In 1903 liet Paez een monument ter ere van Rizal oprichten op de locatie waar La Liga Filipina was opgericht. Later was hij het die met een voorstel voor een groot monument in Luneta Park, het tegenwoordige Rizal Park, kwam. Ook was hij een van de grootste financiers voor dit monument.
Paez overleed in 1939 op 78-jarige leeftijd in zijn huis in Tondo.